# Antišovec
Antišovec je potok v horním Šariši, v západní části okresu Bardejov. Je to levostranný přítok Oľmova, má délku 5,3 km a je tokem VII. řádu.
Pramení ve východní části Lubovnianské vrchoviny na východním úpatí vrchu Pustá (867 m n. m.) v nadmořské výšce přibližně 690 m n. m., při slovensko-polské státní hranici. Od pramene teče na krátkém úseku nejprve na jihovýchod, následně se stáčí severojižním směrem a zprava přibírá přítok z jihovýchodního úpatí Pusté. Odtud pokračuje jihojihovýchodním směrem, vstupuje do severozápadního výběžku Ondavské vrchoviny, kde se stáčí opět severojižním směrem, protéká intravilán obce Hrabské. Zde zprava přibírá Širské, zleva krátký přítok ze severního svahu Hôrky (530,4 m n. m.) a na jižním konci obce ještě další krátký přítok z jihozápadního svahu Hôrky. Nakonec se stáčí na jihojihovýchod a jižně od obce se v nadmořské výšce cca 385 m n. m. vlévá do Oľmova.